# Nilakantha dharani
De Nīlakaṇṭha Dhāranī (नीलकण्ठ धारनी) of Mahā Karuṇā Dhāranī (महा करुणा धारनी) is een boeddhistische mantra, geschrift en gebed. Het geschrift is een ode aan de heilige Guanyin, bodhisattva der mededogen. Door het geschrift te zingen of te bidden vraagt men Guanyin hulp en bescherming. Ook is het een goed middel om boze geesten te verjagen en brandongelukken vermijden. Volgens boeddhisten kan men met dit gebed genezing vragen voor één of meer van de 34.000 ziektes. Op offeringsbekertjes op Chinese boeddhistische altaren kan men weleens een dabeishengshuibeker vinden. Op dit soort bekertjes is de Nīlakaṇṭha Dhāranī in het hanzi afgedrukt. Na het gebed is het bekertje water heilig en soms wordt het door gelovigen opgedronken om ziektes te genezen. Het water staat ook symbool voor rust en kalmte, een belangrijk aspect in het Chinees boeddhisme.

## Geschiedenis
De Nīlakaṇṭha Dhāranī is gevonden tussen de manuscripten van Dunhuang. Het geschrift is door Vajrabodhi vertaald vanuit het Sanskriet naar het Chinees. Het gebed is weliswaar oorspronkelijk in het Sanskriet, maar Chinezen gebruiken veelal de vorm die geschreven is in het Chinees. Daarom is de uitspraak een sterk verbasterde vorm van het oorspronkelijke Sanskriet.

## Geschrift in Sanskriet
Namo Ratna Trayaya Namo Arya Jyana Sagara Vairochana Vyuha Rajaya Tathagataya Arhate Samyak Sambuddhaya Namah Sarva Tathagatebyah Arhatebyah Samyak Sambuddhe Byah Namo Arya Avalokite Svaraya Boddhisattvaya Mahasattvaya Mahakarunikaya Tadyatha Om Dhara Dhara Dhiri Dhiri Dhuru Dhuru Iti Vaitte Chale Chale Pra Chale Pra Chale Kusume Kusuma Vare Ili Mili Chitiwala mapanaya Svaha